# 구 영릉 석물 - 장명등
장명등(長明燈)은 서울특별시 동대문구, 세종대왕기념관 경내에 있는 조선시대의 석등이다. 2002년 3월 15일 서울특별시의 유형문화재 제42-10호로 지정되었다.

## 개요
長明燈은 文武官石人像과 石馬像을 좌우로 하여 봉분 앞 中階 한 가운데 북쪽 가까이 설치한 石燈이다.
현재 蓋石과 그 위의 頂子石은 亡失되었고, 臺石부분만 남아 있다. 隔石(火舍石)과 間石(腰) 모두 8면으로 조각하였는데, 隔石의 4면은 透刻하여 창을 내었다. 中臺石과 下臺石에는 蓮花紋을 새겼는데, 中臺石에는 위로 향한 仰蓮葉을, 下臺石에는 아래로 향한 覆蓮葉을 정교하게 조각하였다. 그리고 仰蓮葉과 覆蓮葉 위,아래로는 聯珠紋이 둘러져 있다.

## 같이 보기
- 구 영릉 석물

## 참고 자료
- 구 영릉 석물 - 장명등 - 국가유산청 국가유산포털